# Solmaz Həşimzadə
Solmaz Həşimzadə-Adilova (ur. 30 kwietnia 1994) – azerska zapaśniczka walcząca w stylu wolnym. Zajęła jedenaste miejsce na mistrzostwach Europy w 2018. Siódma w Pucharze Świata w 2017. Zdobyła brązowy medal na MŚ juniorów w 2014. Trzecia na ME U-23 w 2015 roku.